# 池田源太
池田 源太（いけだ げんた、1899年4月18日 - 1995年11月18日）は、日本の日本文化史学者、奈良教育大学名誉教授。

## 経歴
大分県宇佐市生まれ。1932年京都帝国大学文学部国史科卒業。西田直二郎に師事。京都市立第一商業学校、京都府立第一中学校教諭、龍谷大学講師、橿原文庫主事。1949年、奈良学芸大学教授、奈良教育大学教授。1961年、「歴史の始源と口誦伝承」で京都大学文学博士。1963年、定年退官、名誉教授、龍谷大学教授。1978年、勲三等瑞宝章を受章。

## 著書
- 歴史の始源と口誦伝承 綜芸舎 1956
- 伝承文化論攷 角川書店 1963
- 大和の土地と人 友山文庫 1965（奈良文化選集）
- 大和三山 学生社 1972
- 大和文化財散歩 学生社 1975
- 奈良・平安時代の文化と宗教 永田文昌堂 1977.10
- 古代日本民俗文化論考 学生社 1979.3
- 大和叢攷 豊住書店 1979.4
- 古文化随考 歴史と人間 豊住書店 1982.1
- 三輪明神への接近 大神神社 1983.12

## 共著
- 大宇陀町史 土井実,池田末則共編 大宇陀町史刊行会 1959
- 奈良県史 第5巻 神社 宮坂敏和共編 名著出版 1989.5